# Jarmila Trojková
Jarmila Trojková (1935) es una exjugadora de baloncesto checoslovaca. Consiguió 4 medallas en competiciones oficiales con Checoslovaquia.